# 学院路 (杭州)
學院路是杭州市西湖区的一條南北向道路，整體位於城西文教區，因附近高校眾多而得名。道路在餘杭塘路（北）與天目山路（南）之間，自北向南依次穿過文一路、文二路、文三路等主幹道。以北接學院北路，以南接玉古路。道路雖因附近高校眾多而得名，但其實路旁沒有高校（唯一的高校——杭州师范大学已于2013年搬迁），反而是東面的南北向主要道路教工路上高等院校（主要是這些學校的舊校區）林立。地鐵10號線沿着学院路行走，并在多个路口设置车站。

## 相交道路
| 道路名称                           | 公交车站                 | 地铁站       |
| ↑南接玉古路                        | ↑南接玉古路              | ↑南接玉古路  |
| ---------------------------------- | ------------------------ | ------------ |
| 天目山路                           | 天目山路学院路口         |              |
| 黄姑山横路                         | 黄姑山西                 |              |
| 文三路                             |                          | 1019文三路站 |
| 东：海关路 西：华星路              | 九莲新村西               |              |
| 文二路                             |                          | 210学院路站  |
| 东：商大巷                         | 翠苑一区东               | 210学院路站  |
| 文一路                             |                          | 翠苑一区     |
| 东：雅翠弄（不互通）               |                          | 10翠柏路站   |
| 东：翠柏东路 南：翠柏路            | 翠苑二区·地铁翠柏路站A口 | 10翠柏路站   |
| 东：笃行巷 西：林家浜路 （不互通） | 林家浜路（南行单向站）   |              |
| 余杭塘路                           |                          |              |
| ↓北接学院北路                      |                          |              |

## 事故
2016年4月21日下午4点20分左右，文二路學院路口塌方，約10平方米；所幸民警及早发现，及时采取了隔离措施，未发生人、车险情；据初步判断，是学院路文二路路口南侧，下方一根废弃的雨水管泄露，雨水掏空了下方的淤泥，导致柏油路面失去支撑之后发生了沉陷。

## 參攷資料
1. ↑  . 杭网议事厅. 2020-07-21  [2024-08-20]. （原始内容存档于2024-08-20）.
2. ↑  杭州市民政局; 杭州市地名委员会. . 杭州出版社. 2013. ISBN 9787807587217.
3. ↑  . ori.hangzhou.com.cn.   [2020-12-31]. （原始内容存档于2016-04-24）.